# Cop de puny
Es denomina cop de puny, colp de puny o punyada el cop que s'infligeix amb el puny tancat, copejant, generalment una altra persona, amb la intenció de defensa o atac.
La tècnica del cop de puny ordinari s'executa tancant el puny i copejant amb el mateix, alineat horitzontalment amb el braç, sent el braç l'element d'aplicació de tota la força exercida. Hi ha una altra variant de cop de puny en la qual el puny es col·loca vertical (amb el palmell de la mà mirant cap a un lateral en comptes de cap avall) i mirant lleugerament cap avall en relació al braç, de manera que els dits que copegin siguin únicament l'índex i el cor. És aquest últim el cop de puny que es fa servir normalment en Kung-Fu i el recomanat per a qui no hagi tingut un entrenament apropiat (ja que d'aquesta forma és molt més difícil trencar-se el canell en cas de fer-lo malament).
S'empra el cop de puny, amb diferents noms i diferents tècniques variants, en moltes arts marcials, així com sistemes de defensa i atac personal sense armes, com en el Tai-Jitsu.